# Pondok Labu
Pondok Labu is een plaats (wijk) - (kelurahan) in het bestuurlijke gebied Cilandak, Jakarta Selatan (Zuid-Jakarta) in de provincie Jakarta, Indonesië. De plaats telt 42.667 inwoners (volkstelling 2010).

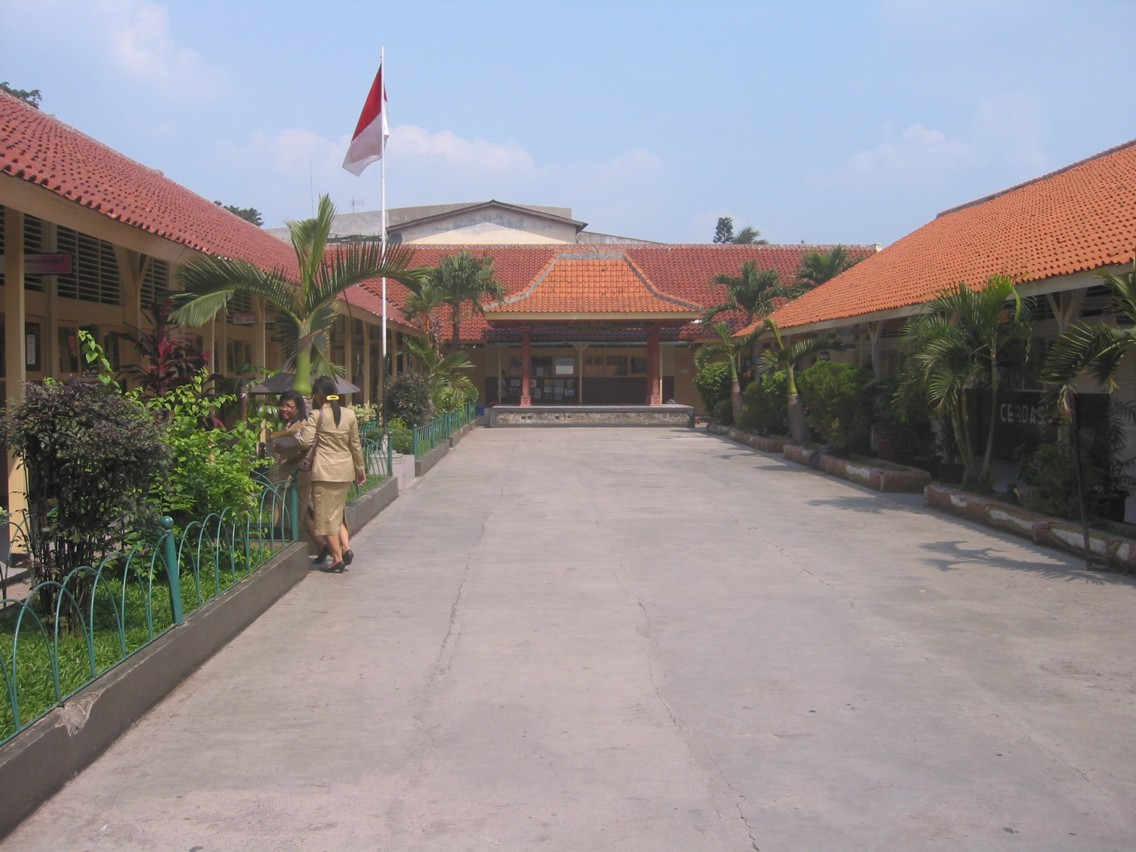
Lagere school in Pondok Labu